# Cleavant Derricks
Cleavant Derricks, Jr. (Knoxville, 15 maggio 1953) è un attore e cantautore statunitense.
È noto soprattutto per il ruolo di Rembrandt Brown nella serie televisiva I viaggiatori per la quale è stato l'unico attore del cast ad interpretare tutti e 87 gli episodi.

## Biografia
Derricks è nato a Knoxville, nel Tennessee, da madre pianista e da padre predicatore battista e compositore, Cleavant Derricks, Sr.. Il suo fratello gemello Clinton Derricks-Carroll è attore e musicista. Derricks ha iniziato la sua carriera come  cantautore di brani gospel a Nashville. Con suo padre, ha scritto l'album gospel Satisfaction Guaranteed. È stato il direttore musicale e compositore per il musical When Hell Freezes Over I'll Skate.
Si recò a New York per studiare recitazione con Vinnette Carroll all'Urban Arts Theatre. Cominciò poi a ricevere ottime recensioni per le sue interpretazioni negli spettacoli di Broadway, tra cui But Never Jam Today. Ha anche vinto un Tony Award e un Drama Desk Award per l'interpretazione del ruolo di James "Thunder" Early nel musical Dreamgirls. Ha anche recitato nel musical di Broadway Brooklyn nel ruolo del cantore di strada.
Poco dopo, Derricks è apparso in film come Mosca a New York, La moglie del campione e Carnival of Souls di Wes Craven. Interpretò personaggi regolari nelle serie televisive Thea e Good Sports e il ruolo di Rembrandt Brown (noto come the Crying Man) ne I viaggiatori con Jerry O'Connell, Sabrina Lloyd e John Rhys-Davies. In questa serie il personaggio è anch'egli un cantante, ma in declino, e spesso nel corso della serie il personaggio si esibisce in diversi pezzi cantati atti a mostrare le abilità canore di Derricks. In tre episodi de I viaggiatori compare come guest star anche il fratello gemello Clinton Derricks-Carroll che interpreta i "doppi" del personaggio di Rembrandt nei vari mondi alternativi (nell'episodio The King Is Back, in cui Clinton ha un ruolo più prominente, i due fratelli cantano insieme un brano di Crying Man sul palco durante un concerto). Inoltre, Derricks ha interpretato numerosi ruoli da guest-star in serie come Pappa e ciccia, Tutti al college, Miami Vice, Spenser , Streghe e altre.

## Filmografia

### Cinema
- Bronx 41º distretto di polizia (Fort Apache the Bronx), regia di Daniel Petrie (1981)
- Mosca a New York (Moscow on the Hudson), regia di Paul Mazursky (1984)
- La moglie del campione (The Slugger's Wife), regia di Hal Ashby (1985)
- Un poliziotto fuori di testa (Off Beat), regia di Michael Dinner (1986)
- Carnival of Souls, regia di Adam Grossman e Ian Kessner (1998)
- World Traveler, regia di Bart Freundlich (2001)
- Rome & Jewel, regia di Charles T. Kanganis (2008)

### Televisione
- Cindy, regia di William A. Graham – film TV  (1978)
- When Hell Freezes Over, I'll Skate, regia di Emile Ardolino e Vinnette Carroll – film TV (1979)
- The Ambush Murders, regia di Steven Hilliard Stern – film TV (1982)
- Miami Vice – serie TV, episodio 2x04 (1985)
- The Core of the Apple – programma TV, puntata 1x02 (1986)
- Un giustiziere a New York (The Equalizer) – serie TV, episodi 2x04-2x09 (1986)
- Bluffing It, regia di James Steven Sadwith – film TV  (1987)
- CBS Summer Playhouse – serie TV, episodio 1x04 (1987)
- Spenser  (Spenser: For Hire)  – serie TV, episodio 3x02 (1987)
- Moonlighting – serie TV, episodi 4x04-4x07 (1987)
- Jack, investigatore privato (Private Eye) – serie TV, episodio 1x12 (1988)
- Pappa e ciccia (Roseanne) – serie TV, episodio 2x06 (1989)
- Piece of Cake, regia di Jay Sandrich – miniserie TV  (1990)
- The Bakery, regia di Peter Levin – film TV (1990)
- Good Sports – serie TV, 15 episodi (1991)
- Tutti al college (A Different World) – serie TV, episodio 4x21 (1991)
- L.A. Law - Avvocati a Los Angeles (L.A. Law) – serie TV, episodio 5x20 (2007)
- Un professore alle elementari (Drexell's Class) – serie TV, 18 episodi (1991-1992)
- Sibs – serie TV, episodio 1x02 (1991)
- Woops! – serie TV, 11 episodi (1992)
- Thea – serie TV, 19 episodi (1993-1994)
- Quel pasticcione di papà (Something Wilder) – serie TV, episodio 1x07 (1994)
- I viaggiatori (Sliders) – serie TV, 87 episodi (1995-2000)
- Il tocco di un angelo (Touched by an Angel) – serie TV, episodio 6x10 (1999)
- Streghe (Charmed) – serie TV, episodio 2x19 (2000)
- Road to Justice - Il giustiziere (18 Wheels of Justice) – serie TV, episodio 1x17 (2000)
- The Practice - Professione avvocati (The Practice) – serie TV, episodio 6x06 (2001)
- The Bernie Mac Show – serie TV, episodio 1x22 (2002)
- Basilisk: The Serpent King, regia di Stephen Furst – film TV  (2006)
- So You Think You Can Dance – programma TV, una puntata (2006)
- The Wedding Bells – serie TV, 5 episodi (2007)
- Cold Case - Delitti irrisolti (Cold Case) – serie TV, episodio 5x08 (2007)
- Miami Magma, regia di Todor Chapkanov – film TV (2011)

## Discografia
- Dreamgirls: Original Broadway Cast Album (1982)
- Beginnings (1999)
- Brooklyn (2004)